# Karel Novák (šéfredaktor)
Karel Novák (* 12. května 1970) je český novinář a mediální manažer, v letech 2002 až 2004 a opět pak 2010 až 2011 šéfredaktor Redakce zpravodajství České televize, od roku 2022 člen Rady ČT a od prosince 2022 její předseda.

## Život
V letech 1990 až 1996 vystudoval Filozofickou fakultu Univerzity Karlovy v Praze (získal titul Mgr.).
Mezi roky 1988 a 1989 působil jako operátor výpočetního střediska MÚZO. V letech 1994 až 1996 byl redaktorem České televize, následně vedoucím vydání pořadů Události a „21“ (1996 až 1997). V roce 1998 absolvoval vojenskou prezenční službu.
Po návratu z vojny působil v České televizi jako vedoucí vydání pořadu „21“ (1999) a vedoucí vydání pořadu Události (2000 až 2002). Byl také aktivním účastníkem televizní krize na přelomu let 2000 a 2001. V roce 2000 se stal zástupcem šéfredaktora Redakce zpravodajství ČT, v letech 2002 až 2004 byl přímo šéfredaktorem Redakce zpravodajství ČT. Následně pracoval v letech 2004 až 2010 jako šéfredaktor Redakce zpravodajství České televize Televizního studia Ostrava. Krátce pak ještě působil opět jako šéfredaktor Redakce zpravodajství ČT (2010 až 2011). Dále zastával pozice šéfeditora programu ČT24 (2011 až 2014) a vedoucího dramaturga Zpravodajství ČT (2014 až 2017).
V roce 2017 kandidoval na post generálního ředitele České televize, ale neuspěl (svůj post obhájil Petr Dvořák). Následně z ČT odešel a v letech 2019 až 2021 byl ředitelem strategického rozvoje zpravodajství Active Radio (Evropa 2, Frekvence 1, Bonton, Dance, Zet a Youradio), kdy se především podílel na přebudování soukromého zpravodajského Rádia Zet. V roce 2022 pak působil jako výkonný manažer Asociace poskytovatelů personálních služeb a ředitel strategického rozvoje společnosti RAILMARKET.com.
Dne 15. června 2022 jej Poslanecká sněmovna PČR zvolila členem Rady České televize. Získal 97 hlasů z 98 možných hlasů. V prosinci 2022 se stal novým předsedou Rady České televize, ve funkci vystřídal Pavla Matochu.
Mezi jeho zájmy patří teoretická fyzika, cestování, programování, thajský box, literatura, snowboard a běh. Od roku 2022 je členem advisory boardu Nadačního fondu Filantia.